# Cabo Hornier

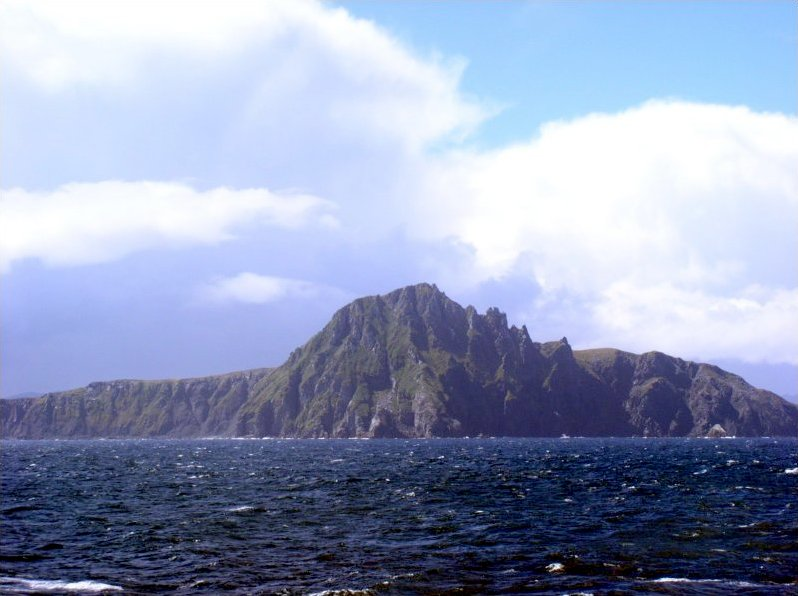
o Cabo Horn

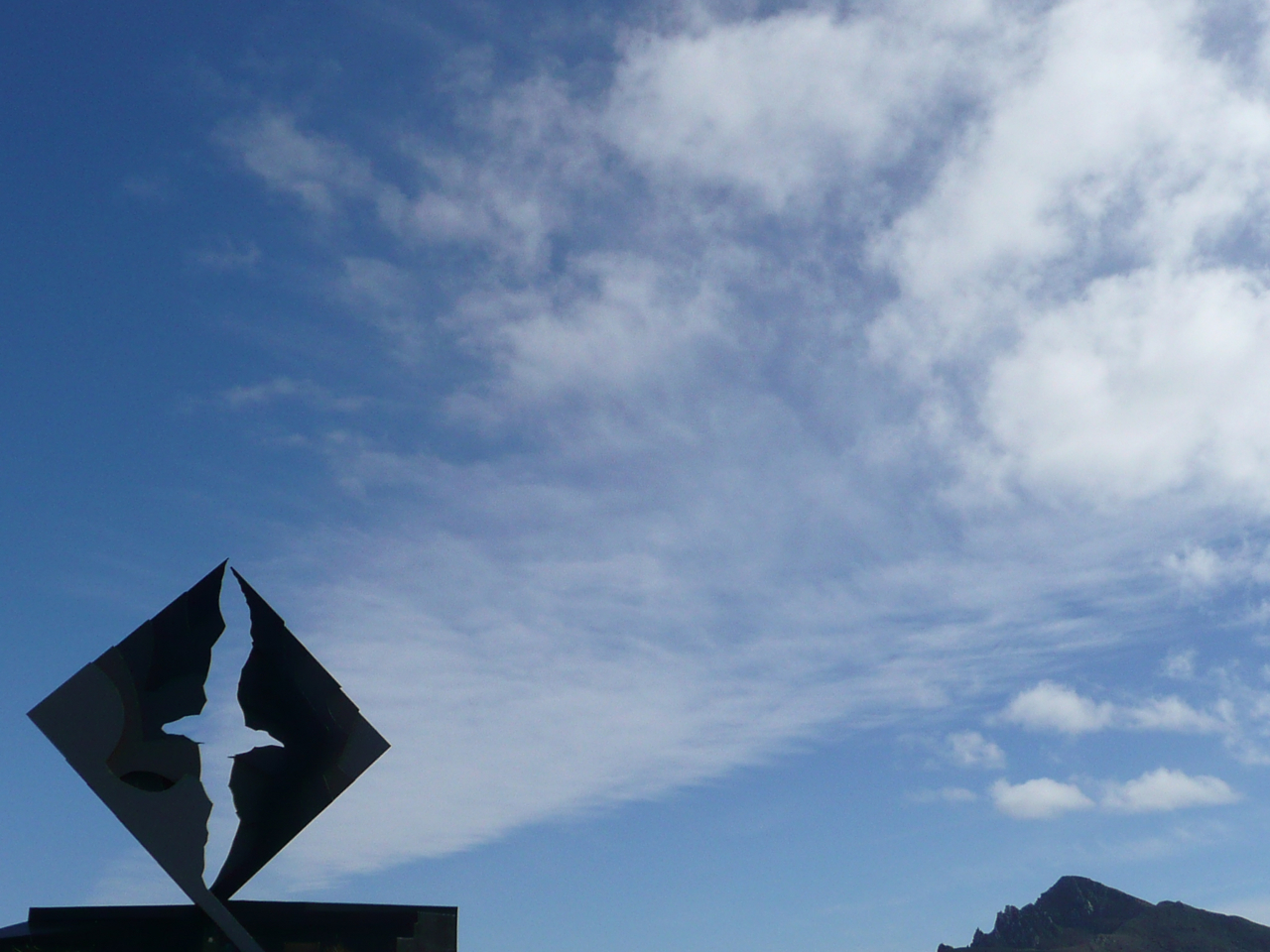
Obra no ilha Horn representando um albatroz em homenagem aos Cabo-Hornier

O Cabo Hornier  é a distinção dada a todo o navio que dobra o Cabo Horn, Cabo de Hornos em espanhol, o cabo mais austral da América do Sul. 
Por extensão também se dá o título de Cabo Hornier ao marinheiro que tenha passado o cabo, e tradicionalmente o marinheiro que o tivesse feito tinha direito a usar um brinco em ouro na orelha esquerda.

## Os barcos
Grandes veleiros muito rápidos que em meados do Século XIX e durante um século faziam a volta ao mundo passando por este cabo para ganhar tempo no transporte das mercadorias que queriam chegasse o mais rapidamente possível à Europa. Os mais rápidos entre eles eram os Clippers que se "desafiavam" entre companhias para ver qual metia menos tempo a fazer a viagem. 
Era o caso da "Flying P-Liner" - a companhia F.L. ainda existe hoje em dia  - conhecida pela rapidez dos seus navios que em 1904 com o cinco mastros Potosi fez a viagem Chile-Inglaterra em somente 57 dias. 
Outro Cabo Hornier célebre é o Balclutha , um três mastros quadrado de casco em aço com 1900 m² nas 25 velas, foi construído em 1886 e passou o Cabo Horn 17 vezes em 13 anos com uma tripulação de somente 26 marinheiros .

## Dificuldades
De passagem muito difícil devido aos ventos dominantes do Sudoeste, corrente oceânicas predominantes e mudanças bruscas das condições meteorológicas e mesmo Icebergs, o Cobo Horn tinha tal fama que se dizia que quatro em cada cinco navios ali viam o seu fim. 
A comprovar as dificuldades do local há ocaso do Edward Sewa que andou às voltas durante dois meses - entre 10 de Março e 8 de Maio de 1904 - antes de o conseguir passar 

## Cabo Horniers
Lista nos commons dos Cabo Horniers da Flying_P-Liner.